# Satelitska konstelacija
Satelitska konstelacija ili satelitski roj, sustav skupine umjetnih satelita koji zajedno djeluju za obaviti jednu zadaću. Kod nekih svrha dovoljan je i jedan satelit. Glede zahtijevana stalna i neprekidna kontakta s točkom na zemaljskoj kugli ili kad se smjesta mora ostvariti globalna komunikacija, potrebna je mreža satelita za izbjeći latenciju i prijekide u komunikaciji. Ovisno koliko visoko iznad Zemlje kruži satelit, prekidanje komunikacije može se dogoditi s jednom komunikacijskom točkom čim zađe za obzor te planet zapriječi signal. Da bi se osigurali da je satelit za danu zadaću u kontaktu u svakom zahtijevanom vremenu, mora se razmjestiti više satelita u orbitu.
Većina komunikacijskih satelita je u geosinkronoj orbiti. To znači da su parkirani u orbiti iznad ekvatora na visini sinkronizirano s okretanjem Zemlje oko svoje osi. Sateliti naizgled su na istom mjestu na nebu u svakom vremenu, no to nije slučaj. Postoji kašnjenje od kruženja dugo nešto više od pola sekunde te ta latencija frustrira one koji pokušavaju komunicirati u realnom vremenu. Latencije se može spriječiti razvijanjem u razmještaj više satelita čime se preklapanjem pokriva zaostatni dio.
Roj satelita se šalje za razne namjene: meteorološke svrhe, za potrebe civilnog i vojnog zrakoplovstva, telekomunikacije, vladino i vojno nadziranje, špijunske, sustavi praćenja i lociranja, širokopojasni internet, satelitsku telefoniju i mobitelske mreže. Performanse još ne udovoljavaju dosezima sadašnjih zemaljskih linija, ali kad je spajanje na mreže moguće samo preko satelita, kao kod zemaljskih korisnika žičnih i bežičnih usluga, pristajanje na manje performanse je više nego dopustivo.

## Vanjske poveznice
- Space Legal Issues  Arhivirana inačica izvorne stranice od 7. veljače 2020. (Wayback Machine) Orbital slots and space congestion
- Space Legal Issues  Arhivirana inačica izvorne stranice od 27. srpnja 2021. (Wayback Machine) The Kessler syndrome and space debris